# Verrières-le-Buisson
Verrières-le-Buisson – miejscowość i gmina we Francji, w regionie Île-de-France, w departamencie Essonne.
Według danych na rok 1990 gminę zamieszkiwało 15 710 osób, a gęstość zaludnienia wynosiła 1585 osób/km² (wśród 1287 gmin regionu Île-de-France Verrières-le-Buisson plasuje się na 186. miejscu pod względem liczby ludności, natomiast pod względem powierzchni na miejscu 385.).